# ティム・マッキンタイア
ティム・マッキンタイア（Tim McIntire、1944年7月19日 – 1986年4月15日）はアメリカ合衆国の俳優・ミュージシャン。性格俳優として知られているほか、いくつかの映画作品では音楽（作曲）も担当している。また、バンド「Funzone」のリードボーカルでもある。

## 略歴
父親は西部劇ドラマ『バージニアン』などで知られる俳優のジョン・マッキンタイア（1907年 - 1991年）。母親は、主にテレビドラマで活躍し、エミー賞に4回ノミネートされたこともある女優のジャネット・ノーラン（1911年 - 1998年）。元テレビ女優の姉ホリー・マッキンタイアは、ピューリッツァー賞を受賞した詩人チャールズ・ライトの妻である（1969年に結婚し、息子ルークをもうける）。両親とは1966年3月8日に放送されたドラマ『逃亡者』の1エピソード「Ill Wind」に3人揃ってゲスト出演の形で共演している。その際には歌声とギター演奏を披露している。
俳優としては主にテレビドラマを中心に活動していたが、『シェナンドー河』（1965年）や『クワイヤボーイズ』（1977年）、『ブルベイカー』（1980年）などの映画にも出演している。また、1950年代の人気ラジオDJだったアラン・フリードの伝記映画『アメリカン・ホット・ワックス アラン・フリード物語』（1978年）では主人公を演じている。
ミュージシャンとしては、バンド「Funzone」でリードボーカルやギター、フィドル（ヴァイオリン）を担当し、1977年にアルバム「Funzone」を発表した他、『大いなる勇者』（1972年）や『おたずね者キッド・ブルー/逃亡!列車強盗』（1973年）、『少年と犬』（1975年）などの映画で音楽を担当している。ちなみに『少年と犬』では超能力犬ブラッドの声も担当している。
長らくアルコールと薬物の問題を抱えており、それが（肥満と相まって）うっ血性心不全で41歳で死去する要因となった。

## 主な出演作品
- シェナンドー河 Shenandoah (1965)
- 空爆特攻隊 The Thousand Plane Raid (1969)
- くちづけ The Sterile Cuckoo (1969)
- 山火事殺人計画/猛火!狙われた美人妻 The Deadly Hunt (1971) ※テレビ映画
- 狂気のビルジャック/監禁エレベーター爆破7秒前 Strangers in 7A (1972) ※テレビ映画
- 追跡者 Smile Jenny, You're Dead (1974) ※テレビ映画
- 雨のロスアンゼルス Aloha Bobby and Rose (1975)
- 激走!5000キロ The Gumball Rally (1976)
- クワイヤボーイズ The Choirboys (1977)
- アメリカン・ホット・ワックス アラン・フリード物語 American Hot Wax (1978)
- ブルベイカー Brubaker (1980)
- 私立探偵マイク・ハマー2/殺しの罠 More Than Murder (1984) ※テレビ映画